# Waldo Ponce
Waldo Ponce Carrizo Carrizo (ur. 4 grudnia 1982 w Los Andes) – chilijski piłkarz grający obecnie w klubie Universidad de Concepción. Gra na pozycji obrońcy. Występuje też w krajowej reprezentacji, z którą w 2009 roku awansował na Mistrzostwa Świata 2010.